# Garcinia sizygiifolia
Garcinia sizygiifolia är en tvåhjärtbladig växtart som beskrevs av Jean Baptiste Louis Pierre. Garcinia sizygiifolia ingår i släktet Garcinia och familjen Clusiaceae. Inga underarter finns listade i Catalogue of Life.